# تأخیر صف
در علم ارتباطات و مهندسی کامپیوتر، تاخیر صف (تاخیر صفبندی) (به انگلیسی: Queuing delay) به مدت زمانی گفته می‌شود که یک کار (پردازش) برای اجرا شدن در صف منتظر می‌ماند. که مفهوم مهمی در تأخیر شبکه است.

این کلمه اغلب در مواقعی به کار می‌رود که با روتر (به انگلیسی: Router) سرو کار داریم. زمانی که بسته‌ها به روتر می‌رسند، آن‌ها ابتدا پردازش شده و سپس منتقل می‌شوند. هر روتر می‌تواند یک بسته را در واحد زمان پردازش کند. اگر نرخ ورود بسته‌ها از نرخ پردازش بسته‌ها توسط روتر بیشتر باشد (مثل ترافیک انفجاری) روتر بسته‌ها را تا زمانی که نوبت انقال آن‌ها برسد، در صف (که بافر هم نامیده می‌شود) قرار می‌دهد.
ماکزیمم تأخیر صف متناسب با اندازه بافر (صف) می‌باشد. انتظار تعداد زیادی از بسته‌ها (خط طولانی از بسته‌ها) برای ارسال شدن که همان زیاد شدن میانگین زمان انتظار است. و وقتی که بافر (صف) پر شود روتر باید بسته‌ها را دور بریزد.
پروتکل انتقال، دور انداختنه شدن بسته‌ها را نشانه پر بودن صف در نظر می‌گیرد، و از آن برای تنظیم درجه انتقال استفاده می‌کند، مانند تی سی پی (به انگلیسی: TCP: Transmission Control Protocol) در اینترنت که، پهنای باند را نسبتاً نزدیک به گنجایش نظری با کمترین تأخیر ازدحام شبکه به اشتراک می‌گذارد. مشکلی که در این مکانیزم داریم این است که تاخیرها هم غیرقابل پیش‌بینی هستند و هم خیلی سریع زیاد و کم می‌شوند، پس این نشانه مانند آزادراهی برای رسیدن به گنجایش نظری است. اندازه گیری سطح مؤثرترین راه حل در اینجاست، همانطور که مؤثرترین راه حل در زمانی که ما ترافیکی از بسته‌ها را داریم، خود تنظیم بودن تی سی پی است. این راه حل هم از نظر مدل ریاضی و هم از نظر شهودی سخت است برای افرادی که در ریاضیات یا شبکه‌های واقعی فاقد تجربه‌اند. عدم دور انداخته شدن بسته‌ها، نیاز به انتخاب بافرهایی دارد که تعداد آن‌ها روبه افزایش است.
در نماد کندال (به انگلیسی: Kendall)، مدل صف M/M/1/K، که K سایز بافر است، که ممکن است در آنالیز تأخیر صف در یک سیستم خاص استفاده شود.